# Jules Destrée
Pour les articles homonymes, voir Destrée.
Jules Destrée, né à Marcinelle le 21 août 1863 et mort à Bruxelles dans la nuit du 2 au 3 janvier 1936, est un avocat, homme politique belge et écrivain. Il a contribué à forger une identité wallonne et a milité pour une plus grande autonomie culturelle de la Wallonie au sein de l'État belge. Bourgeois humaniste, les procès consécutifs aux grèves de 1886 ont déterminé son engagement au Parti ouvrier belge.

## Biographie
Jules Destrée, né le 21 août 1863, est le fils d'Olivier Destrée et de Clémentine Defontaine. Son père est d'abord ingénieur-chimiste à Marcinelle et à Couillet, puis professeur au Collège communal de Charleroi où Jules Destrée fait ses études secondaires. Son frère cadet, Olivier-Georges, est bénédictin à l'abbaye de Maredsous, puis à l'abbaye du Mont-César, à Louvain. Le 10 août 1889, Jules Destrée épouse à Mons Marie Danse, artiste aquafortiste et nièce de Constantin Meunier. Il est le beau-fils d'Auguste Danse, dessinateur et aquafortiste.
Jules Destrée est doué pour les études et décroche un doctorat en droit de l'Université libre de Bruxelles alors qu'il n'a que 20 ans. Il s'intéresse très tôt aux lettres et à l'art. Avec son frère Olivier-Georges, également étudiant à Bruxelles, il fait partie du groupe la « Jeune Belgique » centré sur l'art et la littérature.

### Juriste et avocat

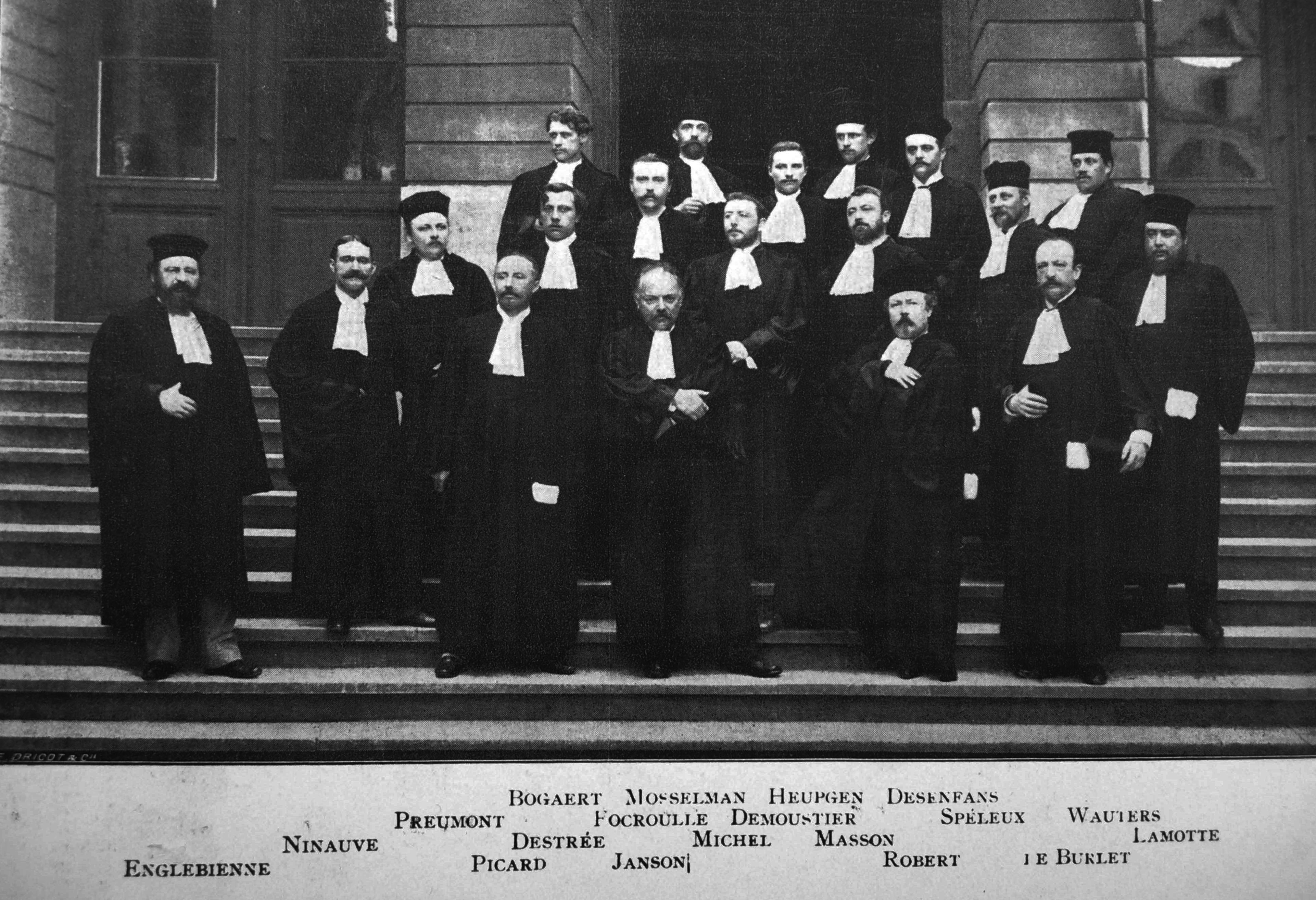
Procès du grand complot (1889) où Jules Destrée fait partie des 19 avocats de la défense.

Il fait son stage d'avocat chez Edmond Picard puis chez Alfred Hyppolite Defontaine, échevin de Charleroi. Il s'inscrit au barreau de Charleroi en 1883 et y exercera jusqu'en 1921.
Il se fait connaître par son talent oratoire au Procès du grand complot en 1889 où il plaide au côté d'Edmond Picard, Paul Janson et Fulgence Masson.
De 1905 à 1906, il est bâtonnier du barreau de Charleroi. Il  transfère ses activités d'avocat à Bruxelles à la fin de 1921.
En juin 1929 il plaide le Procès de la balustrade de la Bibliothèque de l'Université de Louvain. Il est alors aux côtés de ses confrères Wauvermans et Edouard Huysmans contre Alexandre Braun, Veldekens et Albert Nyssens

### Écrivain et homme de culture
En dehors de son travail de juriste, Jules Destrée fréquente les cercles artistiques et littéraires de son époque. C'est là qu'il rencontre le graveur Auguste Danse, dont il épouse la fille Marie Charlotte en 1889.
Disposant d'une très vaste érudition, il est l'auteur de nombreux ouvrages sur des sujets variés : de la prose, des essais politiques et sociaux ou des études sur des artistes belges tels qu'Odilon Redon ou Rogier de le Pasture ou de la Renaissance italienne.
Dans Balises pour l'histoire de nos lettres, Marc Quaghebeur estime que la Lettre au Roi de Destrée vaut plus que pour la phrase célèbre : « À l'identité wallonne, Jules Destrée consacra ses meilleurs essais, s'efforçant de résoudre l'énigme du Maître de Flémalle, restituant à Rogier de le Pasture ses origines tournaisiennes et son nom. »

### Homme politique
En 1886, il est amené à défendre aux assises du Hainaut un des syndicalistes de l'Union ouvrière à la suite des émeutes de la misère à Jumet. Le jury et la Cour sont impitoyables pour les accusés. Ayant le sentiment d'une injustice sociale et, suivant en cela l'exemple d'Edmond Picard, son mentor au barreau, Destrée décide de se lancer dans la politique.
Il quitte l'Association libérale de Charleroi pour fonder, en 1892, en compagnie de Paul Pastur la Fédération démocratique. Il rejoint ensuite le Parti Ouvrier Belge (POB) et, en 1894, est élu député de Charleroi à la Chambre des représentants, où il siègera jusqu'à sa mort.
Parallèlement à ses fonctions nationales, il accepte d'assumer des mandats locaux comme conseiller communal (1903-1911) et échevin de l'Instruction publique de Marcinelle (1903). Dans ses fonctions communales, il crée l'Université populaire de Marcinelle destinée à donner aux ouvriers un accès à la culture par le biais de conférences ou autres activités culturelles. 
En 1911, il participe à l'organisation de l'Exposition internationale de Charleroi qui est destinée à mettre en valeur les richesses artistiques wallonnes, la prospérité économique et les nouvelles techniques industrielles de la région carolorégienne. Voulant rendre l'art accessible à tous, il met sur pied deux salons concernant l'art : « Les arts anciens du Hainaut » et le « Salon d'art moderne ».

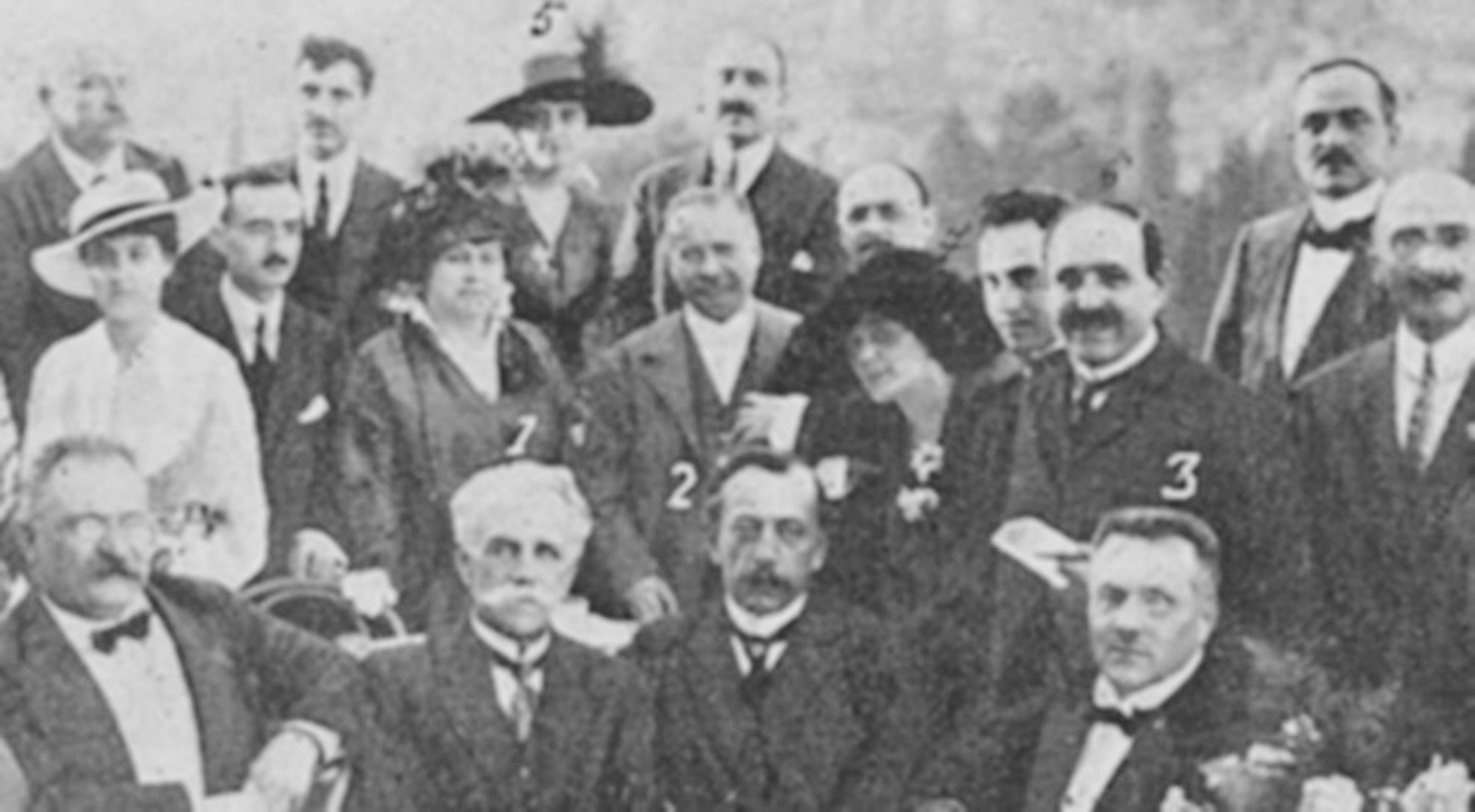
Sebastião de Magalhães Lima (1) avec Destrée (2), en juillet 1916, au lancement de la société Latina Gens en Italie.

Après l'invasion de la Belgique par l'Allemagne en 1914, Jules Destrée s'exile en France à la demande du gouvernement belge pour plaider la cause de la Belgique à Londres, Paris et Rome. Il participe aussi à des missions diplomatiques à Saint-Pétersbourg où il est témoin des débuts de la révolution marxiste et en Chine en 1918.
De 1919 à 1921, il officie comme ministre des Arts et des Sciences. Il crée le Fonds des mieux doués, qui vise à donner une bonne éducation aux enfants doués issus de familles pauvres. En 1920, il crée l'Académie royale de langue et de littérature françaises de Belgique.
Jusqu'à sa mort, il tente d'améliorer la situation politique de la Wallonie. En 1923, il quitte l'Assemblée wallonne qu'il avait cofondée en 1912, parce que cette dernière n'accordait pas assez d'attention à la classe ouvrière wallonne. En 1929, il signe avec Camille Huysmans le Compromis des Belges. Ce document condamne le séparatisme, admet l'autonomie culturelle de la Flandre et de la Wallonie et propose plus d'autonomie pour les communes et les provinces. Il anticipe aussi une Flandre bilingue et une Wallonie monolingue, et ce, avant que la province du Brabant ne soit séparée en deux et la région de Bruxelles-Capitale créée comme entité à part entière.

## Lettre au Roi sur la séparation de la Wallonie et de la Flandre
Il s'agit d'une lettre ouverte écrite par Jules Destrée en 1912 et adressée au roi des Belges Albert Ier.

### Contexte
C'est en 1911, à l'occasion de l'Exposition de Charleroi de 1911, l'exposition des arts anciens du Hainaut, que Jules Destrée prend conscience de la spécificité wallonne. Dès lors, il va exprimer ses revendications pour l'autonomie de la Wallonie. En novembre, devant le Jeune Barreau de Bruxelles, il fait une conférence sur le sujet, évoquant déjà la minorisation politique de la Wallonie : « Nous sommes des vaincus, et des vaincus gouvernés contre notre mentalité ».
Cette fameuse lettre sera publiée dans la Revue de Belgique du 15 août 1912 et dans le Journal de Charleroi du 24 août 1912, puis reprise par La Gazette de Charleroi et, à Liège, par L'Express (qui avait lancé en juin une grande campagne nationaliste wallonne), puis, en feuilleton, par La Meuse.
De ce long texte, on retient deux phrases :
- « Et maintenant que me voilà introduit auprès de Vous, grâce à cette sorte de confession, laissez-moi Vous dire la vérité, la grande et horrifiante vérité : "Il n'y a pas de Belges, mais des Wallons et des Flamands." »
- « Sire (...) Vous régnez sur deux peuples. Il y a en Belgique, des Wallons et des Flamands ; il n'y a pas de Belges. »

### Réaction d'AlbertIer
Bien qu'il n'ait jamais répondu, le destinataire de cette lettre fit savoir à son secrétaire, Jules Ingenbleek, qu'il en approuvait l'analyse : 
« J'ai lu la lettre de Destrée qui, sans conteste, est un littérateur de grand talent. Tout ce qu'il dit est absolument vrai, mais il est non moins vrai que la séparation administrative serait un mal entraînant plus d'inconvénients et de dangers de tout genre que la situation actuelle. »

### Un retentissement considérable
Discutant l'analyse de Luc Mullier dans son mémoire de licence 1976-1977 qui considère que la lettre de Destrée n'a pas eu un retentissement considérable sur la base des articles qui lui sont consacrés dans la presse par comparaison avec d'autres événements contemporains, Philippe Destatte écrit : « On peut [...] s'interroger pour voir quel autre manifeste aurait, dans l'histoire de Belgique, couvert les deux premières pages de journaux de sensibilités et de villes différentes comme L'Express et le Journal de Charleroi qui ont publié la lettre de Destrée dans sa totalité. »

## Distinction
- Commandeur du Mérite wallon (C.M.W.) (2012, promotion historique, à titre posthume[13])

## Postérité
Jules Destrée reste un symbole important sur le plan social, des arts et de l'identité culturelle wallonne bien qu'il n'ait pas occupé de mandat de première importance au sein du gouvernement belge. C'est la raison pour laquelle de très nombreuses rues, avenues et places portent son nom en Belgique et surtout en Wallonie : à Gand, Anvers, Bruxelles, Schaerbeek, Marcinelle, Gilly, Jumet, Charleroi, Courcelles, Châtelet, Châtelineau, Fleurus, Marchienne-au-Pont, Ransart, Farciennes, Roselies, Velaine-sur-Sambre, Chapelle-lez-Herlaimont, Fontaine-L'Évêque, Anderlues, Carnières, La Louvière, Quaregnon, Beyne-Heusay, Liège, Namur, Braine-l'Alleud, Ottignies-Louvain-la-Neuve, etc.  
De même, l'on trouve à Gilly une École communale Jules Destrée et un Athénée royal Jules Destrée à Marcinelle. 
En 1936, un monument est érigé à la Grand-Place de Marcinelle, composé d'un massif en pierre et d'une colonne portant son buste en bronze exécuté par   Armand Bonnetain se trouve à Marcinelle. Ce buste, en pierre, se trouve également au palais des Académies à Bruxelles ainsi qu'un autre, en bronze dans le palais de Justice de Bruxelles. 
Depuis 1956, se dresse au boulevard Audent à Charleroi, une imposante statue en pied de Jules Destrée réalisée par Alphonse Darville. 

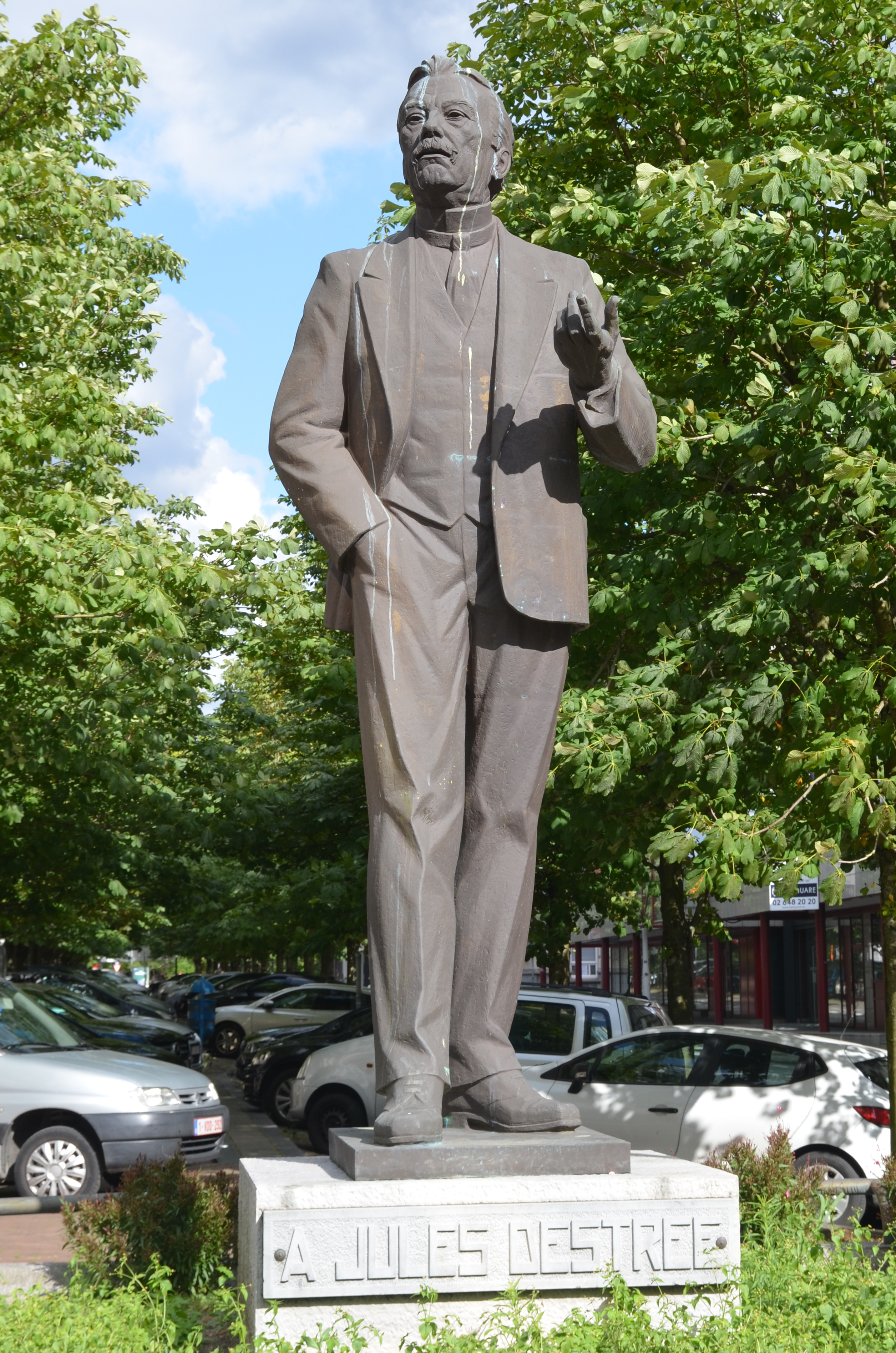
Statue par Alphonse Darville.
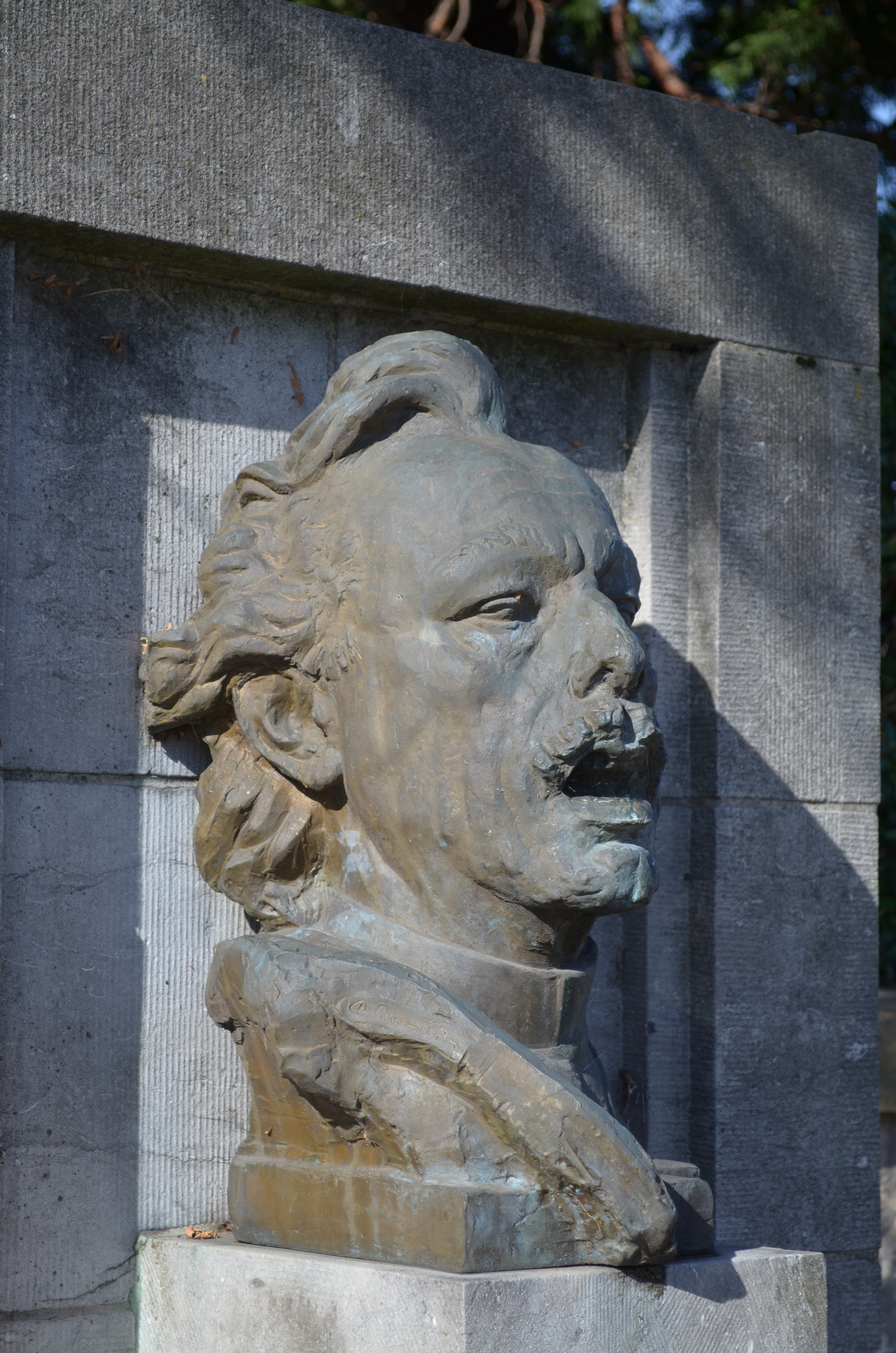
Buste par Armand Bonnetain.
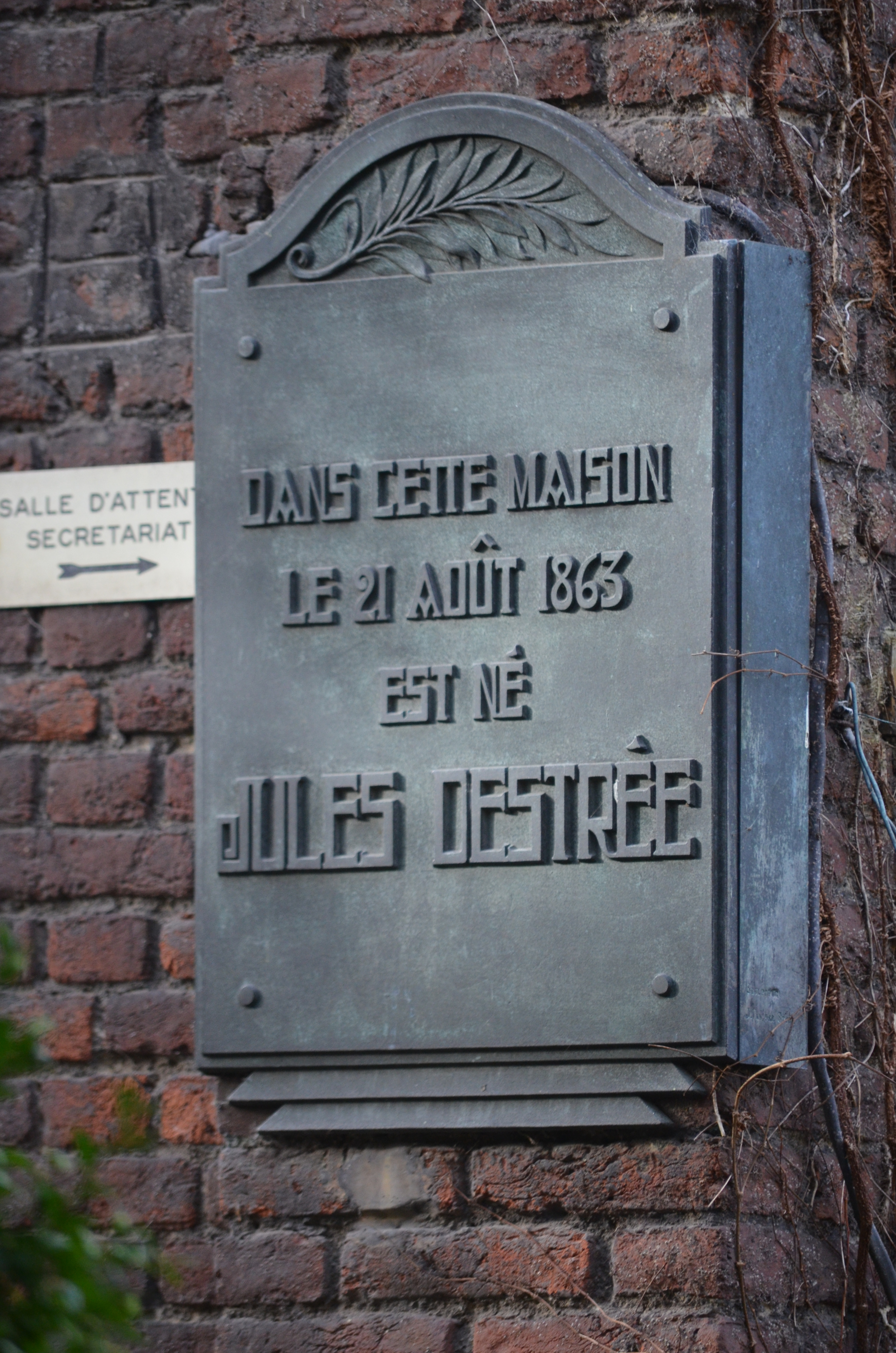
Plaque apposée sur la façade de sa maison à Marcinelle.

En 1938, l'Institut Jules Destrée est créé afin de promouvoir le développement régional de la Wallonie. En plus de cet héritage, le Musée Jules Destrée est inauguré en 1988 dans les étages supérieurs de l'hôtel de ville de Charleroi.

## Publications[8]
- La Littérature au Barreau, Bruxelles, Larcier, 1886.

- Lettres à Jeanne, Bruxelles, Veuve Monnom, 1886.

- Transpositions. Imagerie japonaise, Bruxelles, Veuve Monnom, 1888..
- Les Chimères, Bruxelles, Veuve Monnom, 1889.
- L'œuvre lithographique de Odilon Redon, Bruxelles, Deman, 1891.
- Journal des Destrée, Bruxelles, Lacomblez, 1891.
- Paradoxes professionnels, Bruxelles, Veuve Larcier, 1893.
- Une campagne électorale au Pays Noir, Bruxelles, Lacomblez, 1895 (rééd. Gand, Volksdrukkerij, 1907).
- Les œuvres d'art dans les églises, Bruxelles, L'Avenir social, 1896.
- Jules Destrée, Art et socialisme, Bruxelles, Journal Le Peuple, 1896, 34 p. (lire en ligne)
- Cours sur les écrivains belges contemporains, Bruxelles, Imprimerie économique, 1896.
- Préoccupations intellectuelles, esthétiques et morales du Parti socialiste, Paris, Revue socialiste, 1897.
- Bon-Dieu-des-Gaulx, Paris, Librairie de l'Art social, 1898.
- Sur quelques peintres de Toscane (Notes sur les primitifs italiens), Bruxelles/Florence, Éditions Dietrich et Cie/Alinari, 1899.
- Sur quelques peintres des Marches et de l’ Ombrie (Notes sur les primitifs italiens), Bruxelles/Florence, Éditions Dietrich et Cie/Alinari, 1900.
- Bibliothèques ouvrières, Bruxelles, «Bibliothèque de propagande socialiste», 1901.
- Le secret de Frédéric Marcinel, Bruxelles, Veuve Larcier, 1901.
- Renouveau au Théâtre, Bruxelles, Le Peuple, 1902.
- Quelques Histoires de Miséricorde, Bruxelles, Veuve Larcier, 1902.
- Sur quelques peintres de Sienne, notes sur les primitifs italiens, Bruxelles/Florence, Éditions Dietrich et Cie/Alinari, 1903.
- Jules Destrée et Émile Vandervelde, Le Socialisme en Belgique, Paris, V. Giard & E. Brière, 1903, 2e éd., 498 p. (lire en ligne)
- Les universités populaires, Gand, Germinal, 1905.
- Anthologie Jules Destrée, Bruxelles, Association des Écrivains belges et Dechenne, 1906.Une idée qui meurt : la Patrie, Bruxelles, Veuve Larcier, 1906.
- Histoire de l'Art. Syllabus pour un cours, Louvain, 1908.
- Les arts anciens du Hainaut (avec H. Fierens-Gevaert), Bruxelles, Veuve Monnom, 1911.
- Lettre au Roi sur la séparation de la Wallonie et de la Flandre, Bruxelles, Weissenbruch, 1912.
- Semailles, Bruxelles, Lamertin, 2 vol., 1913 et 1914.
- Wallonie, Paris, Albert Messein, 1914.
- En Italie avant la guerre, 1914-1915, préface par Maurice Maeterlinck, Bruxelles, Paris, Van Oest, 1915.
- Aux Armées d'Italie (avec Richard Dupierreux), Paris, Bloud et Gay, 1916.
- Opinions sur la Belgique-Italie (avec Richard Dupierreux), Bruxelles-Paris, Van Oest, 1916.
- Dramatique Mariage de la Princesse Belgia et du Chevalier Honneur, 3 actes pour marionnettes, Londres, Œuvre du Vêtement des soldats belges, 1916.
- L'effort britannique, préface par Georges Clemenceau, Bruxelles-Paris, Van Oest, 1916.
- Les socialistes et la guerre européenne, Bruxelles-Paris, Van Oest, 1916.
- En Italie pendant la guerre, Bruxelles-Paris, Van Oest, 1916.
- Le principe des nationalités et la Belgique, Paris, Bloud et Gay, 1916.
- Villes meurtries de Belgique. Les Villes wallonnes, Bruxelles-Paris, Van Oest, 1917.
- Les déportations d'ouvriers belges, Londres, Haymon, Christy et Lilly, 1917.
- La Belgique et la guerre. Conférence, Pékin, Cercle Sino-Français, 1918.
- La Belgique et le Grand-Duché du Luxembourg, Bruxelles-Paris, Van Oest, 1918.
- Figures italiennes d'aujourd'hui, Bruxelles-Paris, Van Oest, 1918.
- Les Fondeurs de Neige. Notes sur la Révolution bolchévique, Bruxelles-Paris, Van Ooest, 1920.
- Wallons et Flamands, Paris, Pion, 1923.
- Roger Van der Weyden, Roger de la Pasture, Bruxelles-Paris, Kryn-Perche, 1926.
- Le Mystère quotidien. Réflexions et Souvenirs, Bruxelles, La Renaissance du Livre, 1927.
- Le Maître dit de Flémalle (Robert Campin), Bruxelles-Paris, Kryn-Perche, 1930.
- L'effort international dans le domaine de l'esprit, Berlin, Marquardt, 1930.
- Roger de la Pasture Van der Weyden, Ed. G. Van Oest, Paris et Bruxelles, 2 tomes illustrés, 1930
- Un jour, je voyageais en Calabre..., Bruxelles, L'Églantine, 1931.
- Pour en finir avec la guerre par une organisation fédérative de l'Europe..., Bruxelles, L'Églantine, 1931.
- Mons et les Montois, Bruxelles, L'Églantine, 1933.
- Pages d'un journal, 1884-1887, préface par Richard Dupierreux, Bruxelles, La Connaissance, 1937.